# Quint Petil·li
Quint Petil·li (en llatí: Quintus Petillius o Petilius) va ser un magistrat romà del segle ii aC. Formava part de la gens Petíl·lia, una gens romana d'origen plebeu.
Quint Petil·li va ser tribú de la plebs l'any 185 aC, juntament amb un segon Quint Petil·li. Els dos són anomenats els Petil·lis (Petillii o Petilii) i van actuar coordinament i en el mateix sentit.
Sembla que els Petilii van proposar a Cató el censor que iniciés una acusació contra Escipió Africà el Vell per haver estat subornat per Antíoc III el Gran i haver tractat a aquest rei amb excessiva benevolència. Els Petillii, com a tribuns, van portar endavant el procés. Altres referències diuen que l'acusació la va fer Marc Nevi i no els Petilii.
A la mort d'Escipió Africà aquell mateix any, els Petilii van presentar un projecte de llei demanant realitzar una investigació per saber qui havia rebut diners d'Antíoc sense haver pagat al tresor romà.